# Дневник моих исчезновений
«Дневник моих исчезновений» (яп. 失踪日記 сиссо: никки) — автобиографическая манга, в которой Хидэо Адзума рассказывает историю о своей неспособности справиться с давлением на работе в качестве мангаки и своем опыте алкоголика. В манге показаны периоды жизни мангаки в качестве бездомного, чернорабочего газовой компании и безнадежного алкоголика. Манга наполнена комическими сценами, такими как встречи Адзумы со странными сумасшедшими, бедняками и фриками на улицах, на работе и в центре реабилитации. Здесь также рассказывается о причудливых поступках главного персонажа, его рецептах для гурманов помоек. В середине манги Адзума оглядывается на свою карьеру художника манги, описывает свои страдания от давления на работе. Этим он дает понять зрителю причину осознанного перехода от казалось бы вполне достаточной жизни к жизни без дома, без достатка и отпуска.

## Сюжет
Disappearance Diary делится на три части, в каждой из которых детализируется состояние Адзумы. Первая часть («Прогулка в ночи») происходит в 1989, когда он вдруг уходит и с работы, и из семьи, и становится бездомным. Больше всего в данной части уделяется внимание описанию непосредственно быта бездомных, а именно питанию, условиям сна и просто способам убить время.
Вторая часть («Прогулка вокруг города») описывает также жизнь бездомного в 1992 году, но здесь уже Адзума пытается устроиться на работу в качестве прокладчика газовых труб после трудного периода жизни. Вместе с этим в данной части отражается прошлая жизнь главного героя в период становления карьеры, и описываются трудные, давящие условия его работы в период 1970—1980 гг.
В третьей части («Опека алкоголика») рассказывает о том, как Адзума становится беспросветным пьяницей и то, что он испытал, будучи помещенным в госпиталь по программе реабилитации в 1998 г.

## Награды
- 2005: Japan Media Arts Festival[3]
- 2006: Культурная премия Осаму Тэдзуки[4][5]
- 2008: Angoulême International Comics Festival[6]